# Khu bảo tồn thiên nhiên Põhja-Kõrvemaa
Khu bảo tồn thiên nhiên Põhja-Kõrvemaa (tiếng Estonia: Põhja-Kõrvemaa looduskaitseala) là một khu vực được bảo vệ ở hạt Harju, Bắc Estonia, cách thủ đô Tallinn khoảng 50 km về phía đông. Với diện tích 130,9 km², đây là khu bảo tồn thiên nhiên lớn thứ ba ở Estonia. Khu vực chủ yếu là rừng và đầm lầy toan, nó nhằm mục đích bảo vệ các loài quý hiếm và có nguy cơ tuyệt chủng, môi trường sống của các loài động thực vật và cảnh quan thiên nhiên có giá trị.
Pohja-Kõrvemaa (có nghĩa là Bắc Kõrvemaa) chiếm phần phía bắc của Kõrvemaa, miền bắc của đất liền Estonia, một diện tích rừng lớn, dân cư thưa thớt trải dài theo hướng đông bắc-tây nam qua Estonia, từ Lahemaa qua Soomaa tới Latvia.

## Lịch sử

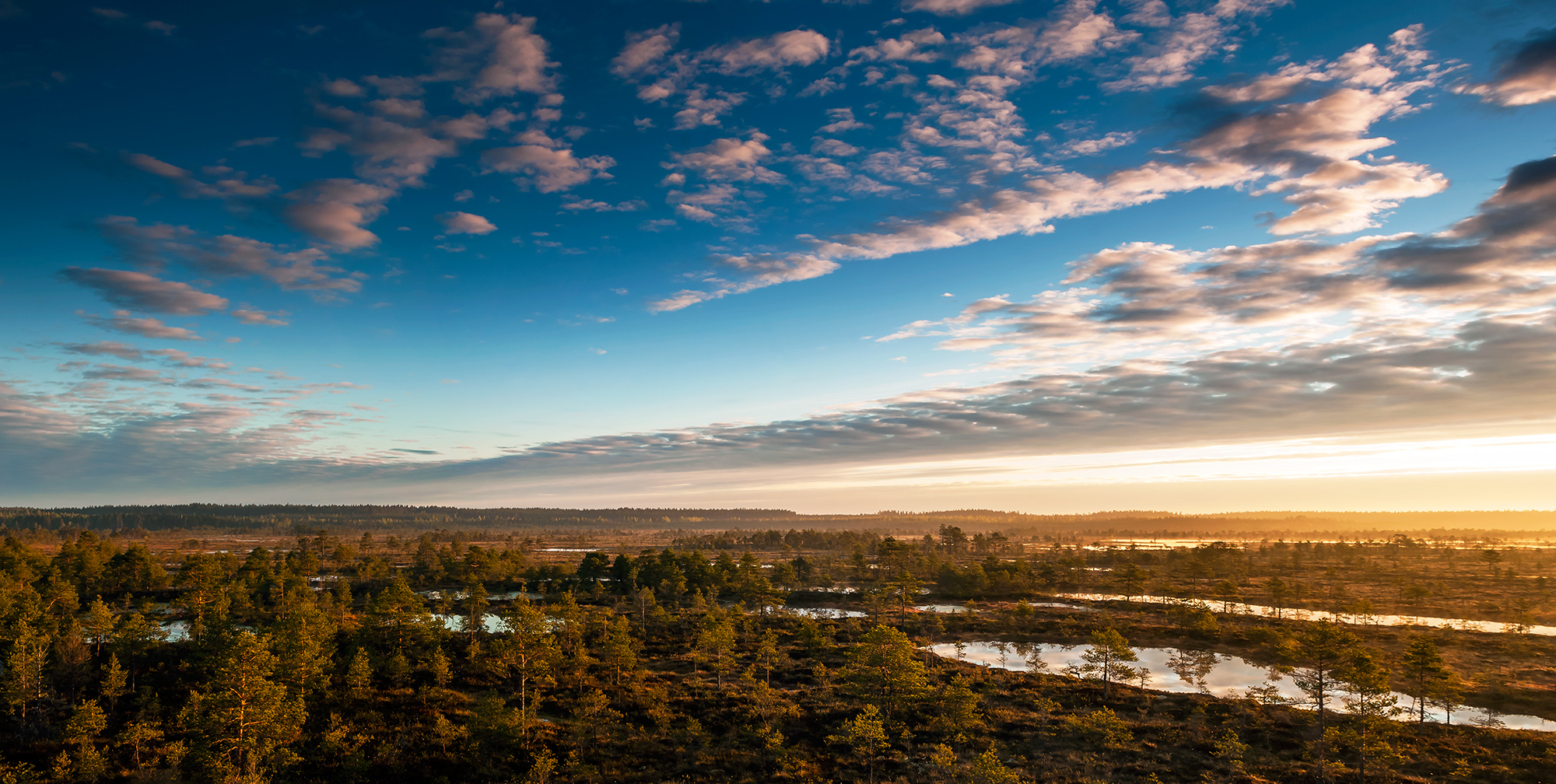
Bình minh trên khu bảo tồn Põhja-Kõrvemaa

Khu bảo tồn thiên nhiên Põhja-Kõrvemaa được thành lập vào cuối năm 1991, một vài tháng sau khi Estonia giành lại độc lập. Trong suốt kỷ nguyên của Liên Xô, một phần lớn lãnh thổ hiện tại của khu bảo tồn thiên nhiên đã được Quân đội Liên Xô sử dụng để huấn luyện quân sự và như vậy đã bị đóng cửa trước công chúng. Các căn cứ huấn luyện được thành lập vào năm 1947 và năm 1953 mở rộng lên 33.304 ha (333 km²), biến nó thành đa giác quân sự lớn nhất của Liên Xô ở Estonia. Tuy nhiên, Quân đội Liên Xô chỉ gây thiệt hại khoảng 10% lãnh thổ của các căn cứ, khiến phần còn lại vẫn còn nguyên vẹn. Do không phù hợp với nông nghiệp (đất nghèo dinh dưỡng và thoát nước kém) toàn bộ khu vực chỉ có dân cư rất thưa thớt - vào đầu những năm 1950, mật độ dân số khoảng 1 người trên km² - nhưng vài trăm người phải di dời cùng với việc tạo ra căn cứ quân sự.
Khu bảo tồn thiên nhiên Põhja-Kõrvemaa được hình thành ở phía tây của đa giác Aegviidu trước đây, được ẩn giấu sau tên chính thức của Khu rừng Pavlov. Vào những năm 1990, Lực lượng Quốc phòng Estonia đã quan tâm đến việc bắt đầu sử dụng lại một số khu vực của đa giác trước đây nằm trên lãnh thổ của khu bảo tồn thiên nhiên. Tuy nhiên, do sự phản đối mạnh mẽ của người dân địa phương và các nhà bảo tồn, ý tưởng đã bị từ bỏ. Năm 2001, vùng đất căn cứ trung tâm của Lực lượng Quốc phòng Estonia được thành lập ở phía đông của đa giác quân đội Liên Xô cũ. Sông Valgejõgi là ranh giới phân chia tự nhiên giữa khu quân sự và khu bảo tồn thiên nhiên.
Từ năm 1997 đến 2007, khu bảo tồn thiên nhiên gọi là khu vực bảo vệ cảnh quan. Năm 2007, nó được mở rộng từ 12.890 lên 13.086 ha và tình trạng chính thức đã thay đổi thành khu bảo tồn thiên nhiên. Từ năm 2004, nó là một phần của mạng lưới Natura 2000 của Liên minh Châu Âu.

## Thiên nhiên

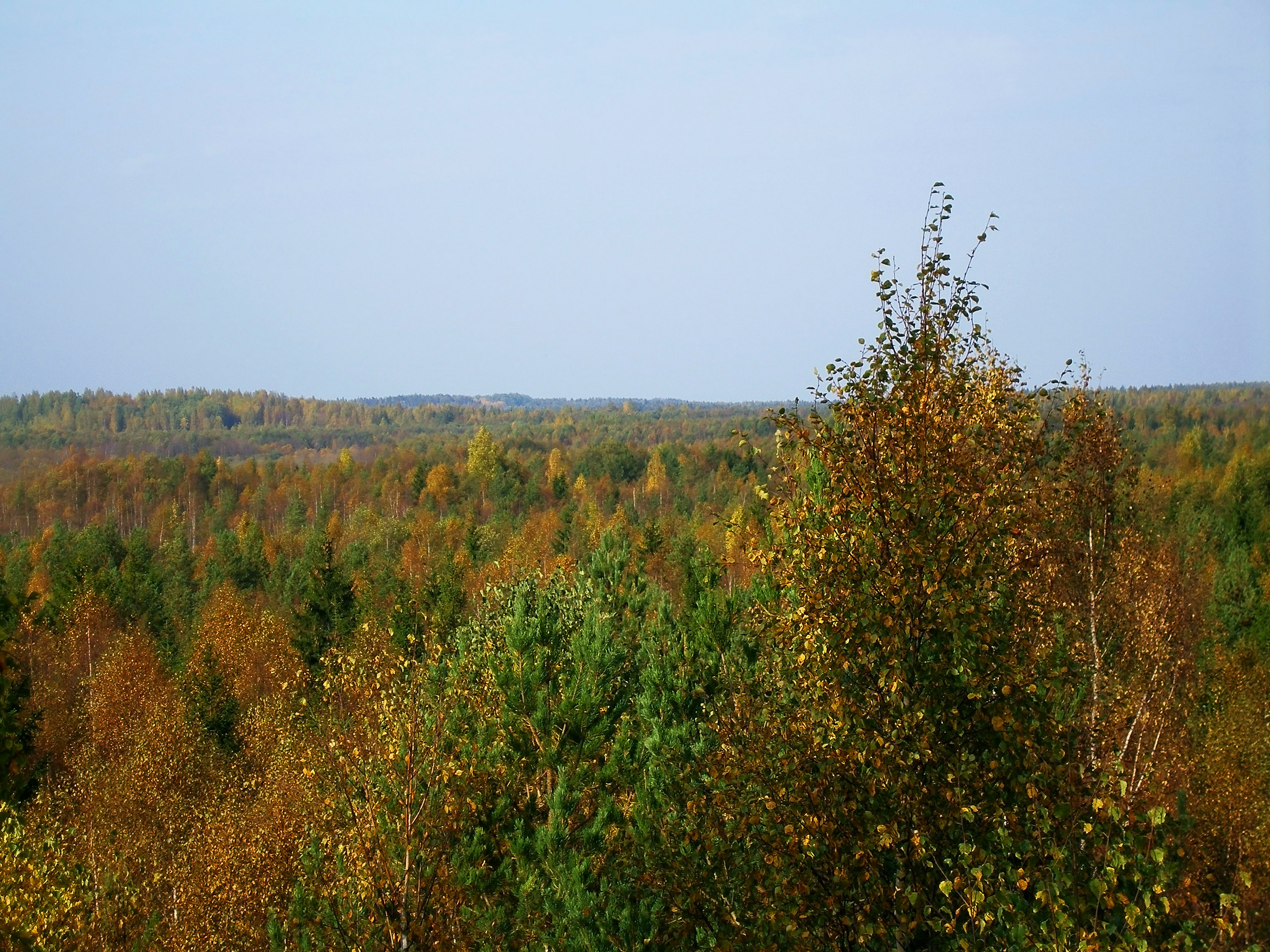
Rừng quanh sông Soodla.

Phong cảnh ở Põhja-Kõrvemaa đã hình thành vào cuối kỷ băng hà cuối cùng, khi sông băng rút lui khoảng 12.000 năm trước và giống như một phong cảnh sông băng điển hình. Nó được đặc trưng bởi sự hình thành biên băng và đồng bằng trầm tích glaciolacustrine, sau này phần lớn được bao phủ bởi các đầm lầy toan rộng lớn, ở mức độ thấp hơn nhiều là đầm lầy kiềm. Rừng bao phủ khoảng 40% diện tích lãnh thổ của khu bảo tồn thiên nhiên và các khu vực mở nhân tạo chỉ 10%.
Khu vực này là giàu nhất ở Estonia về sự hình thành biên băng. Các hình thức đáng chú ý nhất của khu vực là esker, tạo thành những đường dốc thẳng đứng như bức phù điêu phức tạp kéo dài đến vài km và cao tới 25 m. Cùng với esker có một số cánh đồng được bao phủ bởi những ngọn đồi bao gồm cát và sỏi. Khu vực Jussi là nổi tiếng nhất trong Põhja-Kõrvemaa.
Có hơn 30 hồ ở Põhja-Kõrvemaa. Hầu hết các hồ đều nhỏ, nằm trong các đầm lầy (Kivijärv, Koitjärv, Venejärv và các hồ khác) hoặc giữa các khu đồi cát. Hồ Jussi là một nhóm gồm 6 hồ (có diện tích từ 2 đến 20 ha) nằm ở phía đông của cánh đồng Jussi.
Ngoài các hồ, ba đầm lầy lớn nhất (Koitjärve, Kõnnu Suursoo và Võhma), bao phủ khoảng một nửa lãnh thổ, đã phát triển một loạt các ao đầm nhỏ, có thể đếm được hàng trăm ao đầm.

### Động thực vật
Một số loài quý hiếm hoặc có nguy cơ tuyệt chủng có thể được tìm thấy ở Põhja-Kõrvemaa, đây là một trong những lý do chính đằng sau đặt khu vực này là khu bảo tồn thiên nhiên. Đây là nơi sinh sống của những thú săn mồi lớn như sói xám, linh miêu Á-Âu và gấu nâu. Quần thể chồn nâu châu Âu tồn tại đến đầu những năm 1990, nhưng hiện đã biến mất, như ở hầu hết Estonia. Các loài chim được bảo vệ bao gồm hạc đen, đại bàng vàng, Tetrao urogallus và sếu cổ trắng. Mười chín loài phong lan có thể được tìm thấy ở Põhja-Kõrvemaa (như Goodyera repens và Platanthera bifolia), trong số các loài thực vật quý hiếm khác đang phát triển trong khu vực là Pulsatilla patens, Sparganium angustifolium, Isoetes echinospora và Oxytropis sordida (nơi duy nhất ở Estonia nơi tìm thấy các cây này).

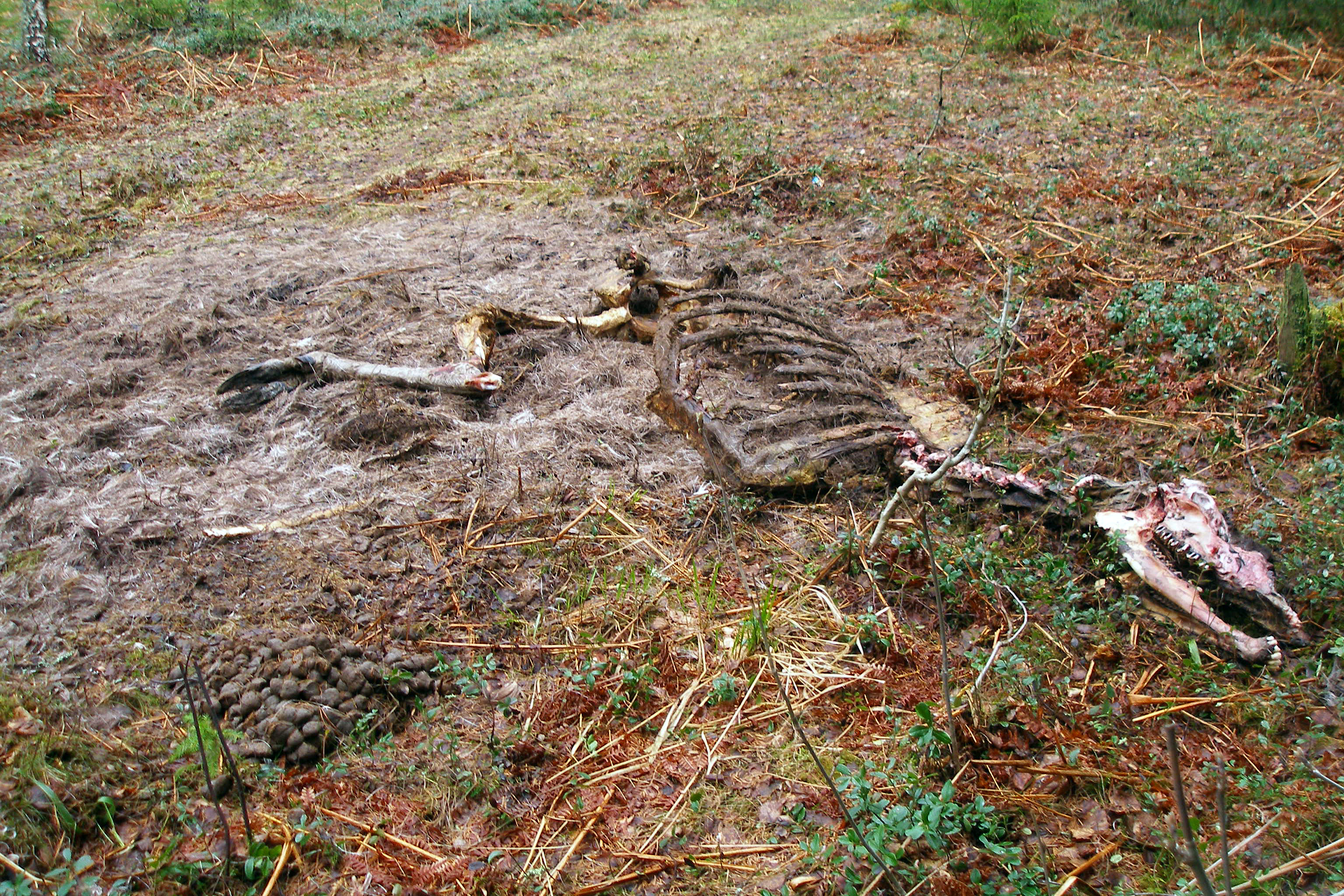
Xương của một con nai sừng tấm
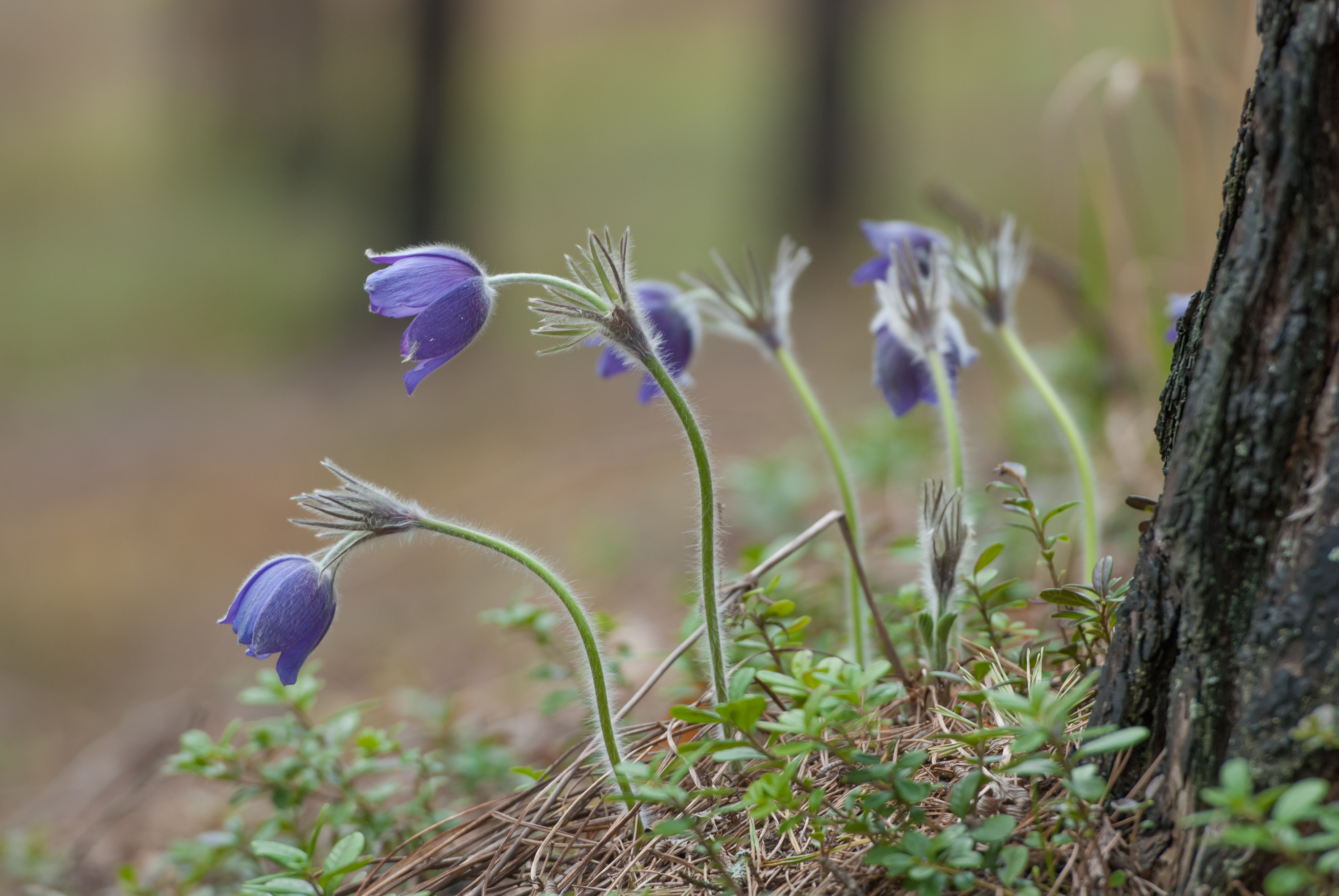
Pulsatilla patens ở Kõrvemaa
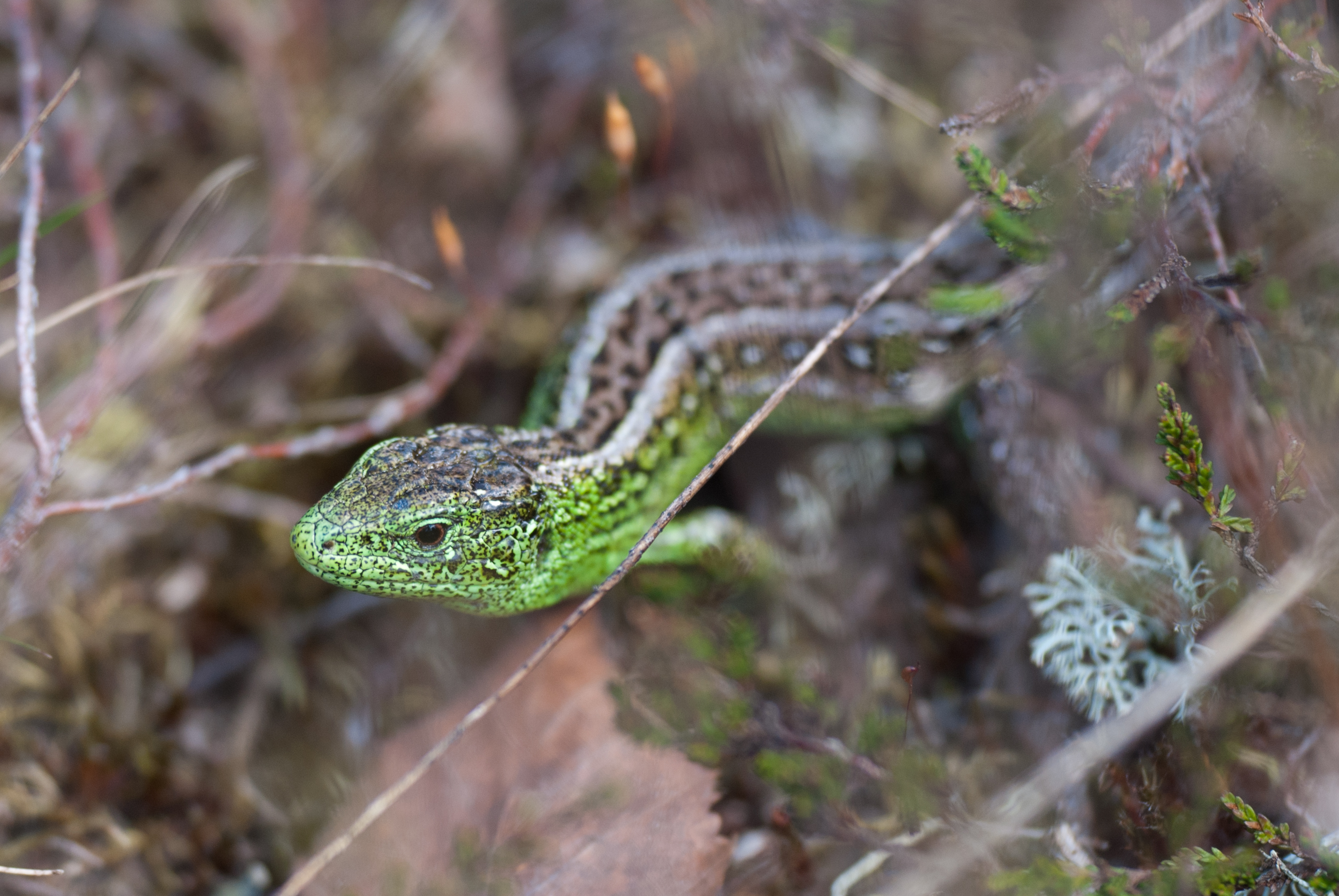
Thằn lằn cát ở Jussi
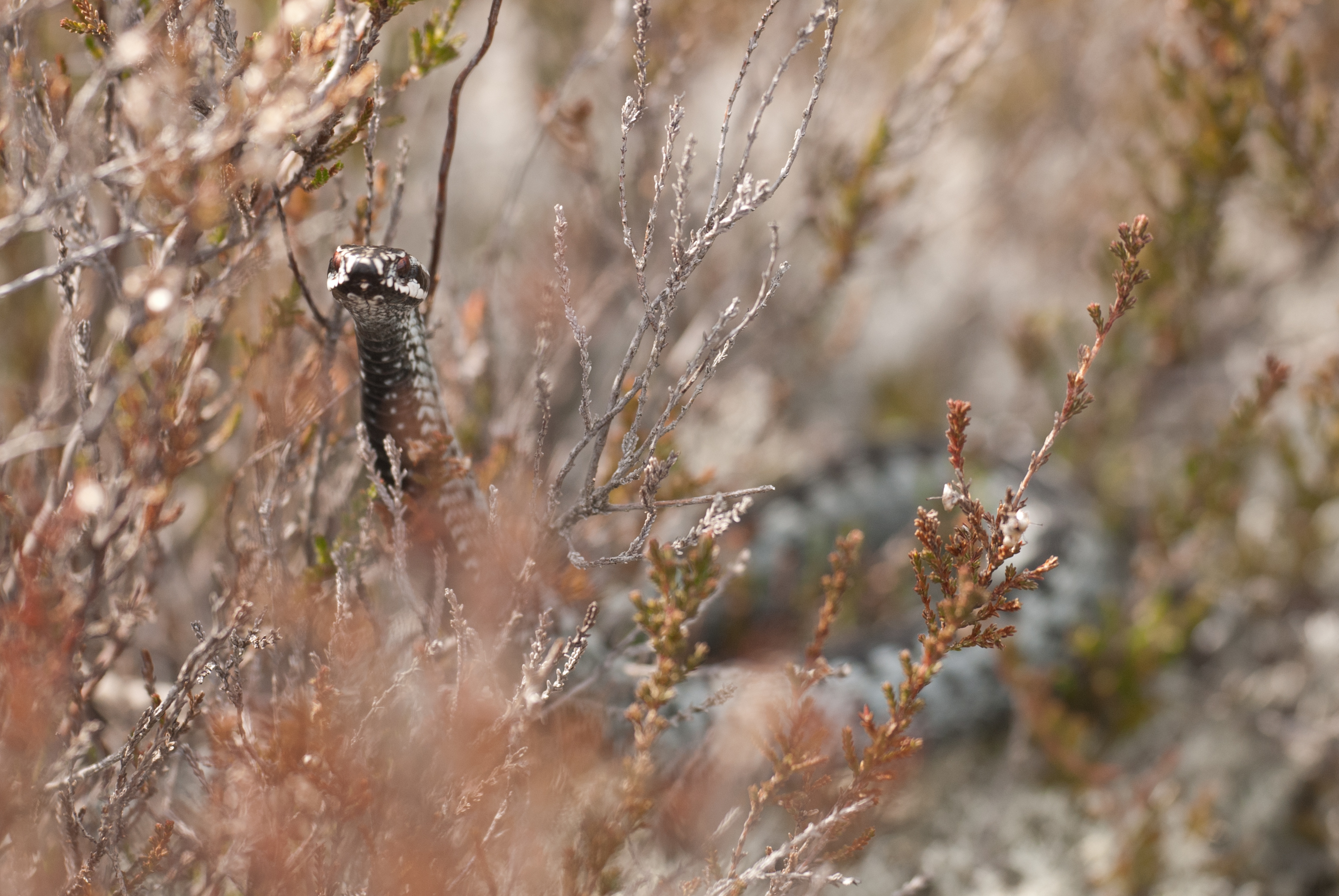
Vipera berus

## Phục vụ

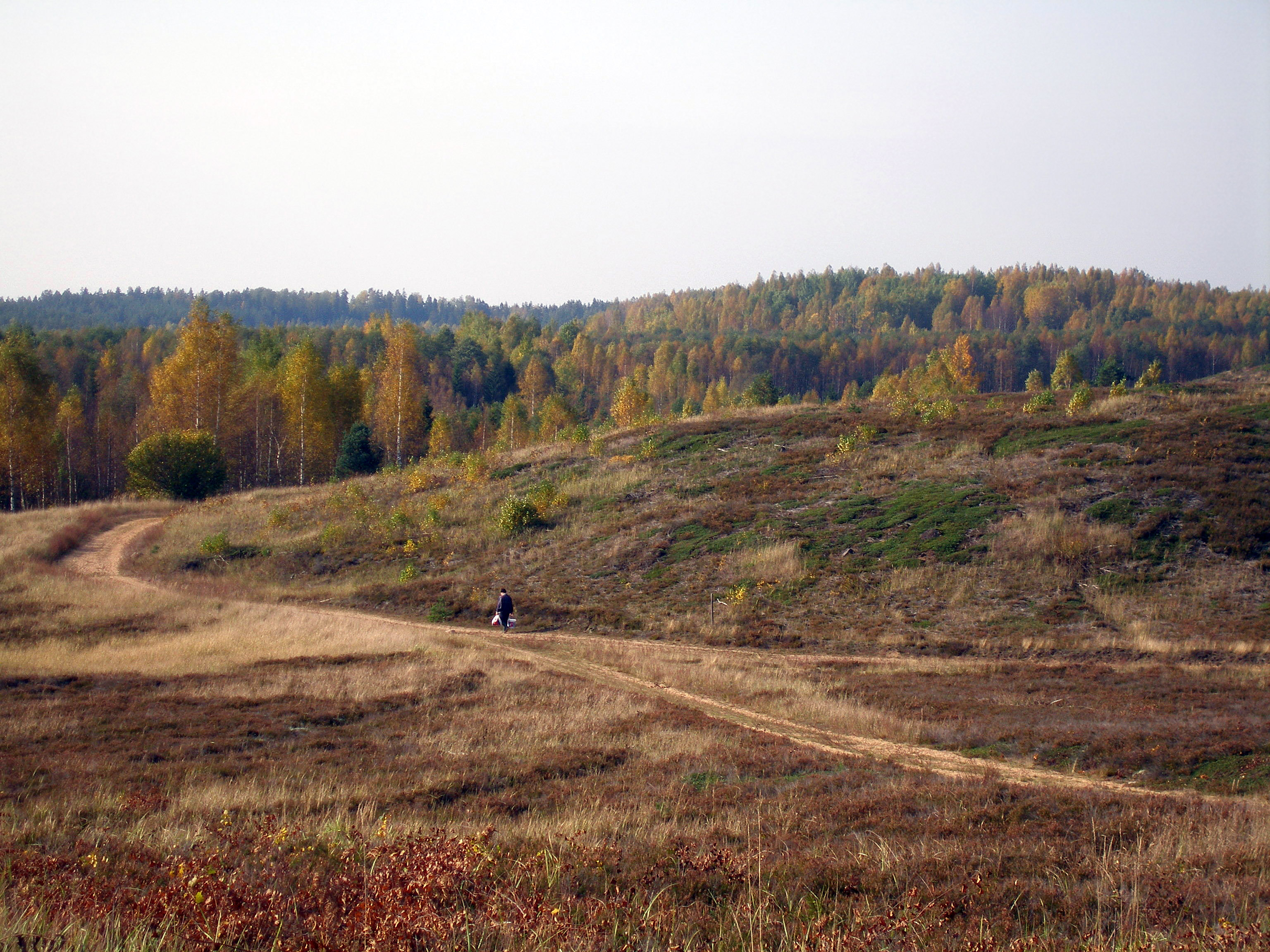
Một người hái quả mọng hoặc nấm trên gò Jussi, một khu vực trước đây được sử dụng cho huấn luyện quân sự bắn phá trên không.

Põhja-Kõrvemaa là một trong những khu vực được bảo vệ nhiều nhất ở Estonia do sự gần gũi vùng thủ đô Tallinn và khả năng tiếp cận tốt - ở phía bắc khu bảo tồn thiên nhiên giáp với đường cao tốc Tallinn-Narva (E20) và ở phía tây bởi đường Jägala -Aegviidu-Käravete. Khu bảo tồn thiên nhiên cũng có một lượng đáng kể đường đá sỏi và đường đất. Aegviidu, nằm cách khu bảo tồn thiên nhiên chưa đến 5 km về phía tây nam và là điểm cuối của tuyến đường sắt Elron, có thể đến đây chỉ trong một giờ từ trung tâm của thủ đô Tallinn.
Có một số con đường mòn đi bộ đường dài, dài nhất là đường mòn Liiapeksi -Aegviidu dài 36 km, đi qua khu bảo tồn thiên nhiên từ bắc xuống nam, và tiếp tục đi về phía bắc trong Vườn Quốc gia Lahemaa, được tách ra từ Põhja-Kõrvemaa bởi xa lộ Tallinn-Narva. Đường ngắn hơn và những con đường mòn đi bộ dài và nửa tá khu cắm trại cũng có sẵn, tất cả đều được quản lý bởi trung tâm quản lý rừng của địa phương (RMK).
Mặc dù các cơ sở đi bộ đường dài được tạo ra trong những năm gần đây, hái dâu và nấm vẫn là hoạt động phổ biến nhất của các du khách.
Vào cuối tuần mùa hè, có tới 700 người ghé thăm Põhja-Kõrvemaa hàng ngày, hầu hết trong số họ lái xe từ Tallinn.

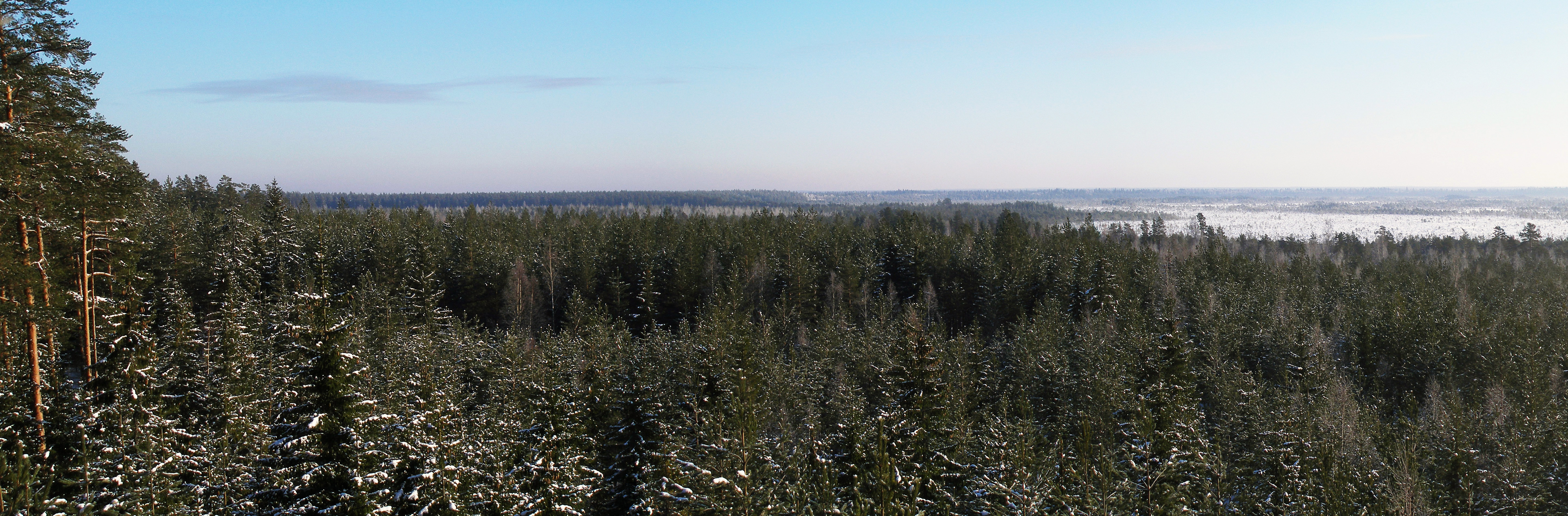
Quang cảnh phía đông hồ Järvi.